# Ormyrus
Ormyrus är ett släkte av steklar som beskrevs av John Obadiah Westwood 1832. Ormyrus ingår i familjen kägelglanssteklar.

## Bildgalleri

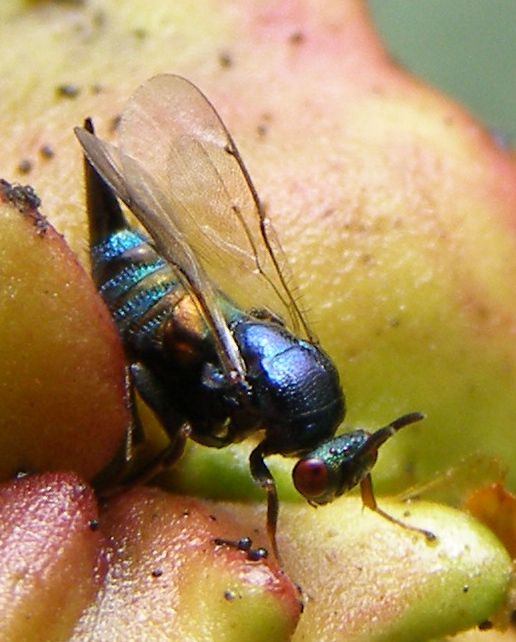

## Dottertaxa tillOrmyrus, i alfabetisk ordning[1][2]
- Ormyrus absonus
- Ormyrus acylus
- Ormyrus aeros
- Ormyrus alus
- Ormyrus ardahanensis
- Ormyrus aridus
- Ormyrus asiaticus
- Ormyrus australiensis
- Ormyrus australis
- Ormyrus badius
- Ormyrus benazeer
- Ormyrus benjaminae
- Ormyrus bicarinatus
- Ormyrus bicolor
- Ormyrus bicoloripes
- Ormyrus bingoeliensis
- Ormyrus borneanus
- Ormyrus bouceki
- Ormyrus brasiliensis
- Ormyrus bucharicus
- Ormyrus burwelli
- Ormyrus caeruleus
- Ormyrus calycopteridis
- Ormyrus capsalis
- Ormyrus carinativentris
- Ormyrus chalybeus
- Ormyrus chevalieri
- Ormyrus classeyi
- Ormyrus crassus
- Ormyrus cubitalis
- Ormyrus cupreus
- Ormyrus curiosus
- Ormyrus dahmsi
- Ormyrus desertus
- Ormyrus destefanii
- Ormyrus diffinis
- Ormyrus discolor
- Ormyrus distinctus
- Ormyrus diversus
- Ormyrus dryorhizoxeni
- Ormyrus ermolenkoi
- Ormyrus eugeniae
- Ormyrus ferus
- Ormyrus flavipes
- Ormyrus flavitibialis
- Ormyrus gopii
- Ormyrus gratiosus
- Ormyrus halimodendri
- Ormyrus hansoni
- Ormyrus harithus
- Ormyrus hebridensis
- Ormyrus hegeli
- Ormyrus hongkongensis
- Ormyrus ibaraki
- Ormyrus ignotus
- Ormyrus kalabak
- Ormyrus kama
- Ormyrus kamijoi
- Ormyrus keralensis
- Ormyrus labotus
- Ormyrus laccatus
- Ormyrus lanatus
- Ormyrus langlandi
- Ormyrus laosensis
- Ormyrus lepidus
- Ormyrus lini
- Ormyrus longicaudus
- Ormyrus longicornis
- Ormyrus maai
- Ormyrus macaoensis
- Ormyrus malabaricus
- Ormyrus mareebensis
- Ormyrus monegricus
- Ormyrus negriensis
- Ormyrus nishidai
- Ormyrus nitidulus
- Ormyrus noyesi
- Ormyrus orientalis
- Ormyrus orupol
- Ormyrus papaveris
- Ormyrus papuanicus
- Ormyrus parvulus
- Ormyrus philippinensis
- Ormyrus pomaceus
- Ormyrus reticulatus
- Ormyrus retusae
- Ormyrus rosae
- Ormyrus rufimanus
- Ormyrus salmanticus
- Ormyrus sculptilis
- Ormyrus secus
- Ormyrus sedlaceki
- Ormyrus setosus
- Ormyrus sheelae
- Ormyrus shonus
- Ormyrus silvae
- Ormyrus similis
- Ormyrus stom
- Ormyrus striatus
- Ormyrus subconicus
- Ormyrus sydneyensis
- Ormyrus tanus
- Ormyrus tenompokus
- Ormyrus tenuis
- Ormyrus thymus
- Ormyrus tschami
- Ormyrus turio
- Ormyrus unfasciatipennis
- Ormyrus unimaculatipennis
- Ormyrus vacciniicola
- Ormyrus wachtli
- Ormyrus watshami
- Ormyrus venustus
- Ormyrus williamsi
- Ormyrus zamoorini
- Ormyrus zandanus
- Ormyrus zoae